# 王霖
王霖，OBE，JP（1919年7月23日—2016年3月19日），籍貫廣東東莞厚街涌口村，是香港其中一位來自基層立法局議員，他被邀請成為立法會議員時只是巴士公司的職員。另外，由於他不諳英語，是第一位在立法局中只用中文進行辯論的非官守議員。

## 生平
王霖生於香港，曾經在育才書社及廣州廣中中學（現為廣州私立廣中中學）就讀。在廣州完成高中後來港，於1937年入職九龍巴士公司，由最初擔任售票員，由售票員、站長、稽查而升為觀塘廠車務主任、九龍巴士公司公關經理。巴士公司因為公司要在觀塘開設新路線，王霖需要經常深入社區工作，與不同階層人士打交道。王霖有機會接觸不同的人，他將收集的資訊及時回饋給當時的政府，令政府可以儘快解決市民的訴求。另外，他工餘時更熱心社會服務，曾經擔任擔任香港童軍觀塘區主席（1972年）、榮英大廈互助委員會主席、觀塘工業區分區委員會副主席、撲滅暴力罪行委員會委員，又創辦了觀塘體育會，於1976年應港督麥理浩爵士邀請獲委任為立法局議員，直至1985年。
除此之外，他亦擔任東莞市政協常委，推動東莞市的教育及經濟發展。退休後，王霖仍舊積極參與各種社會團體活動，擔任要職或顧問指導，是香港東莞同鄉總會永遠名譽會長，香港王氏宗親會永遠會長等。

## 香港立法局工作
1978年，王霖獲邀請成為議員之一。他當時曾嘗試以不諳英語及沒有足夠金錢出席立法局會議為借口推卻。但當時港督麥理浩爵士正要推行中文合法化，遂准許王霖用粵語在立法局進行辯論，同時，立法局亦因王霖獲委任而開始向他發放議員津貼。當時的議員津貼有港幣4000元，而港督麥理浩則就此提點王霖，除了支付出席立法局會議的一般花費之外，他還可以使用這筆津貼聘請秘書協助處理政務。
王霖在局內連任三屆，擔任了9年議員，是其中一位倡議推廣中文的議員。此外，他還經常代表本港的勞工階層發言，任內質詢個案達100多條，主要關注的問題包括有公共房屋供應、社會福利、勞工權益及福利保障，醫療衛生服務、受薪階層的交通及稅務問題等等。

## 東莞市政協工作
王霖亦有在東莞市政協擔任公職，對東莞市的教育事業尤為關注。他倡議創辦東莞理工學院，是王霖作為東莞市政協常委的身份向市政協主席提出的議案。
籌辦理工學院時，他更出錢出力的同時更鼓勵鄉親捐助。他擔任東莞理工學院籌備委員會主席時，更通過自己在香港的影響力，引薦不同的專家、學者和知名人士至東莞理工學院進行講學。例如，他曾與方潤華一同親自陪同世界著名物理學家楊振寧教授及數學家丘成桐教授前往東莞理工學院講學，為東莞的教育事業的發展寫下重要一頁。
另外，王霖每年都會組織東莞考察團，推介東莞，鼓勵港商在東莞投資，促進經濟發展。

## 個人榮譽
- 1976年10月1日獲委任太平紳士
- 1978年獲委任立法局非官守議員
- 1978年獲官佐勳章(OBE)
- 1990年東莞市政協常委
- 1996年東莞市榮譽市民

## 外部連結
- 王霖的個人網誌 （页面存档备份，存于）
- 名人資料網
- “老顽童”王霖
- 解密百年香港文字稿
- 香港立法局會議記錄1985年10月30日
- Youtube影片：亞視 解密百年香港 第十五集(下) 5'14"-9'56" （页面存档备份，存于）